# Villamanrique de la Condesa (kommun)
Villamanrique de la Condesa är en kommun i Spanien.   Den ligger i provinsen Provincia de Sevilla och regionen Andalusien, i den sydvästra delen av landet, 400 km sydväst om huvudstaden Madrid. Antalet invånare är 4 266.